# Heideroosjes
Heideroosjes is een Nederlandse punkband uit het Limburgse Horst. De band werd in 1989 opgericht, hield in 2012 op te bestaan en werd in 2019 heropgericht. De naam is afgeleid van een conference van de Belgische artiest Urbanus, die spottend zei dat hij een liedje had geschreven voor de Limburgse hardrockformatie... de Heideroosjes. Vanaf het jaar 2000 laat de band het lidwoord de weg en is de naam officieel ingekort tot Heideroosjes. De nummers zijn voornamelijk Engels- of Nederlandstalig en af en toe Duitstalig.

## Geschiedenis

### Beginjaren (1989-1996)
De band werd in 1989 opgericht en bestond oorspronkelijk uit Marco Roelofs (zang, gitaar, teksten), Frank Kleuskens (gitaar), Fred Houben (basgitaar) en Igor Hobus (drums). De bandleden komen uit Horst en Sevenum en kennen elkaar van de middelbare school.
De eerste twee albums (Noisy Fairytales uit 1993 en Choice for a Lost Generation uit 1994) werden uitgebracht via het zelf opgerichte platenlabel Fairytale Records. In diezelfde beginjaren tussen 1989 en 1994 bouwde het viertal een gedegen live-reputatie op. In 1995 speelden ze op Lowlandsfestival, in 1996 op Pinkpop. Het derde album Fifi haalde de albumlijsten. In de jaren die volgden speelde Heideroosjes in totaal vier keer op Pinkpop en vier keer op Lowlands.

### Europa (1996-1998)
Vanaf 1996 speelden zij op festivals zoals Rock Werchter en Pukkelpop. Het nummer "Damclub Hooligan" stond in 2004 op De Afrekening, de alternatieve hitlijst van Studio Brussel. Toen de band in 2004 wederom op het hoofdpodium van Rock Werchter speelde, kwam Urbanus een nummer meezingen. Heideroosjes speelde bovendien vijf keer op het hoofdpodium van Groezrock, in de jaren 1997, 2000, 2004, 2012 en 2019.
Vanaf 1998 trok Heideroosjes vaker de landsgrenzen over en deed in dat jaar onder meer een uitgebreide tournee door voormalig Joegoslavië. In datzelfde jaar tekende de groep een platencontract met het Amerikaanse label Epitaph Records. In de jaren die volgden toerde Heideroosjes door heel Europa met onder meer muzikaal aanverwante artiesten zoals The Offspring, Pennywise, The Misfits, Bad Religion en Less Than Jake.

### Edison (2004-2005)
In 2004 vierde de band zijn 15-jarig jubileum met een tournee en jubileumshows in de 013 in Tilburg en de AB in Brussel. Bij een verkeersongeval in België raakte een van de crewleden zwaargewond. De geplande tournee werd afgezegd en later ingehaald. Verder in deze periode won Heideroosjes de Edison voor beste single voor "Damclub Hooligan" van het toen net verschenen album SINerama, ondanks dat deze single nauwelijks airplay kreeg. Marco Roelofs verwees hiernaar tijdens de uitreiking van de prijs. In datzelfde jaar speelde de groep op het Amerikaanse SXSW-festival in Austin, Texas.
Eind 2005 deed Heideroosjes, na een lange periode van toeren, een tournee met uitsluitend nummers van de Ramones. De optredens duurden vijf kwartier en de band noemde zich tijdens dit project Ramroosjes.

### I Scream Records en "Da's toch dope man" (2006)
In 2006 verscheen de tweede dvd A year in the life of... met daarop onder meer een film over de Amerikaanse tournee. De roadmovie werd gemaakt door regisseur Marijn Poels. Verder nam het viertal een lied op over het gedoogbeleid van wiet in Nederland. Dit lied, "Da's toch dope man", valt op doordat het een niet-alledaags samenwerkingsverband was: de band nam het op met als gastzanger de burgemeester van Maastricht, Gerd Leers.
In maart 2006 tekende Heideroosjes een platencontract met I Scream Records. Dit label introduceerde de band in de Verenigde Staten. Op 6 juni 2006 verscheen in de VS en Canada een cd met een selectie van nummers van alle albums, getiteld Royal to the bone. Aansluitend volgden ook twee tournees door de Verenigde Staten.

### Japan (2007)
Begin 2007 verscheen het achtste album Chapter Eight, The Golden State, met daarop gastbijdragen van Motörhead-zanger Lemmy Kilmister en Ignite-zanger Zoli Teglas. Het album werd opgenomen in Los Angeles onder begeleiding van producer Cameron Webb (die ook heeft gewerkt met onder andere Social Distortion, Motörhead, Sum 41, Ignite) en Pennywise. Chapter Eight verwijst naar het achtste studioalbum en The Golden State naar de staat Californië (bijgenaamd The Golden State), waar het album werd opgenomen.
In februari 2007 toerde Heideroosjes voor het eerst door Japan. De Vlaamse tv-zender TMF maakte een reportage over de tournee. Op 29 juni was de band voor de derde maal te zien op het hoofdpodium van Rock Werchter. De band gaf in 2007 ruim honderd concerten en toerde de rest van het jaar door heel Europa.

### Theatertournee (2008)
In 2008 maakte Heideroosjes een theatershow met ruim tachtig voorstellingen in België en Nederland. De voorstelling droeg de naam MANIE MANIE en bestond voor een groot deel uit absurd cabaret. De regie was in handen van Minou Bosua van De Bloeiende Maagden en theatermaker-acteur Martin Van Waardenberg.

### 20-jarig jubileum en sabbatical (2009-2010)
In 2009 werd ter gelegenheid van het 20-jarige jubileum een grote zomertournee gehouden en een dubbelalbum uitgebracht. Op de ene cd brengen Belgische en Nederlandse artiesten hun versie van een favoriete nummer van Heideroosjes (onder meer: BLØF, The Opposites, Urbanus, Rowwen Hèze, The Kids, Peter Pan Speedrock, Gorki, DI-RECT, Epica en Nailpin). Op de tweede cd coveren Heideroosjes hun eigen helden. Ter herinnering aan de voorbije jaren bracht de groep "De wereld draait door (1989-2009)" uit, een cover van Billy Joels "We didn't start the fire".

### Terugkeer en einde (2011-2012)
In februari 2011 volgde een reprise van de theatertournee plus de dvd Manie! Manie!. Hierop staat een registratie van de bijna anderhalf uur durende comedyshow. De zomer stond in het teken van festivals in Nederland, België, Duitsland en Oostenrijk. Ondertussen nam het viertal een nieuw album getiteld Cease-Fire op, dat op 21 november 2011 verscheen. Daarna begon een afscheidstournee waarbij de groep onder meer nog de Alpha-tent op Lowlands (2012) aandeed. Ook speelde het viertal nog op het Sziget-festival in Hongarije. Tijdens het laatste concert in eigen provincie ontving de band de erepenning van de gemeente Horst aan de Maas. Het allerlaatste concert, dat plaatsvond op 29 september 2012 in de AB te Brussel, werd opgenomen en op dvd uitgebracht. Eind september 2012 ging Heideroosjes na 23 jaar uit elkaar. Zanger Marco Roelofs schreef na het uiteenvallen van de band een boek over zijn ervaringen met Heideroosjes, getiteld Kaal.

### 2013
Journalist en filmmaker Leon Verdonschot volgde de bandleden een jaar lang voor een filmdocumentaire. De film begint ten tijde van de afscheidsshows en laat zien hoe het de vier muzikanten vergaat na het einde van de band. De film ging in december 2013 in première.

### 2019: Dertigjarig jubileum
In 2019 was het dertig jaar geleden dat Heideroosjes werden opgericht. Bandleden besloten twee clubshows te doen ter ere van dit jubileum. Zowel het concert in Melkweg op 26 januari te Amsterdam als de show in Ancienne Belgique te Brussel op 2 februari waren in minder dan drie minuten uitverkocht, zo meldde de evenementpagina's van beide zalen en de sociale mediakanalen van Heideroosjes. De vraag naar kaartjes deed het viertal besluiten om tevens op enkele festivals te spelen in Nederland, België en Duitsland. Onder meer Paaspop, Jera On Air, Zwarte Cross, Pukkelpop en de Lokerse Feesten werden aangedaan.

Over de show op dat laatstgenoemde festival schreef de Vlaamse krant De Morgen op 7 augustus 2019 in een lovende recensie:
"Een pluim voor Heideroosjes, die de regen trotseerden én overwonnen. Roelofs en zijn bende hebben het hart op de juiste plaats en de attitude van die eerste plaat uit 1992 zit nog altijd in hun lijf".
Het jubileumjaar werd beëindigd met vijf uitverkochte clubconcerten in Leuven, Utrecht en Amsterdam. De laatste show, in Paradiso Amsterdam, verkocht wederom in minder dan tien minuten uit, zo was een kwartier na start van de voorverkoop al te lezen op de sociale mediakanalen van de band en Paradiso. Dagblad NRC Handelsblad schreef in een lovende recensie (4 van 5 sterren) over dit concert "na zeven jaar afwezigheid speelt de band nog even snoeihard en strak."
In december 2019 verscheen een live-album, genaamd "30 years... live" met veertien klassiekers, opgenomen in de AB te Brussel. Daarna gaf de band op sociale mediakanalen aan "voorlopig weer in winterslaap te gaan".

### 2020-heden
Zonder vooraankondiging lanceerde Heideroosjes op 4 december 2020 een nieuwe single en videoclip met als titel '2020, DE TERING!'. In een interview met radiozender KINK geeft zanger Marco Roelofs aan dat "dit er gewoon even uit moest". Diezelfde radiozender maakte het lied tot hun KINKXL van de week, waardoor het nummer op hoge rotatie dagelijks voorbijkwam. Op 24 september 2021 maakte de band via hun eigen website bekend dat de EP genaamd Infocalypse vanaf deze dag te beluisteren is op diverse streamingdiensten en per 1 oktober 2021 als CD en LP te koop is. In een recensie spreekt muziekblad OOR over "goede nieuwe nummers!" en dagblad NRC noteert "Heideroosjes rocken als nooit tevoren". 
In oktober 2022 had Heideroosjes zes uitverkochte clubconcerten in Nederland en België.
In 2024 vierde Heideroosjes haar 35-jarig bestaan met negen festivaloptredens en twee nieuwe songs die online verschenen, met als titels "Blijven Schreeuwen" en "Dirk neukt het systeem".
In Dagblad De Limburger vertelde zanger Marco Roelofs in maart 2024 dat de band bewust minder is gaan optreden en enkel "de krenten uit de pap neemt".
Op 25 februari 2025 werd de bassist gearresteerd op verdenking 'zich te hebben ingelaten met kinderpornografische afbeeldingen'. De andere bandleden lieten op 24 maart dat jaar weten dat hij per direct uit de band stapte.

## Discografie

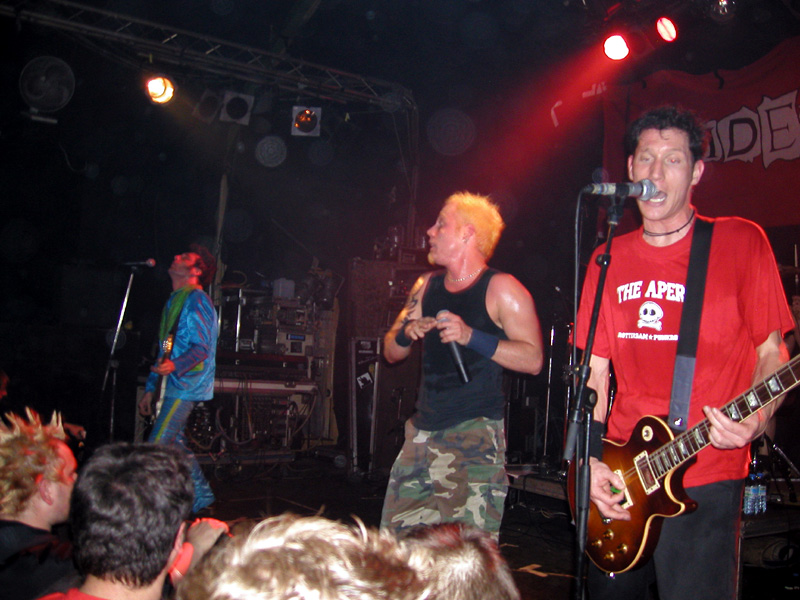
De Heideroosjes in München in 2002

### Albums
| Album met eventuele hitnotering(en) in de Nederlandse Album Top 100 | Datum van verschijnen | Datum van binnenkomst | Hoogste positie | Aantal weken | Opmerkingen   |
| ------------------------------------------------------------------- | --------------------- | --------------------- | --------------- | ------------ | ------------- |
| In Your Face!                                                       | 1992                  | -                     | -               | -            | Demo          |
| Noisy Fairytales                                                    | 1993                  | -                     | -               | -            |               |
| Choice For A Lost Generation?!                                      | 1994                  | -                     | -               | -            |               |
| Fifi                                                                | 1996                  | 25-05-1996            | 23              | 22           |               |
| Kung-Fu                                                             | 1997                  | 18-10-1997            | 16              | 10           |               |
| Smile... You're Dying!                                              | 1998                  | -                     | -               | -            | Verzamelalbum |
| Schizo                                                              | 1999                  | 22-05-1999            | 22              | 13           |               |
| Fast Forward                                                        | 2001                  | 02-06-2001            | 37              | 3            |               |
| It's A Life (12,5 Years Live!)                                      | 2002                  | 18-05-2002            | 42              | 4            | Livealbum     |
| SINema                                                              | 2004                  | 21-02-2004            | 39              | 5            |               |
| Royal to the Bone                                                   | 2006                  | -                     | -               | -            | Alleen in VS  |
| Chapter Eight: The Golden State                                     | 2007                  | 17-03-2007            | 30              | 3            |               |
| 20 Years: Ode & Tribute 1989 - 2009                                 | 05-06-2009            | 13-06-2009            | 29              | 2            |               |
| Cease-Fire                                                          | 18-11-2011            | 26-11-2011            | 65              | 2            |               |
| 30 Years...Live                                                     | 2019                  |                       |                 |              | Livealbum     |
| Infocalyps                                                          | 01-10-2021            | 08-10-2021            | 34              | 1*           | EP            |

| Album met hitnotering(en) in de Vlaamse Ultratop 200 albums | Datum van verschijnen | Datum van binnenkomst | Hoogste positie | Aantal weken | Opmerkingen |
| ----------------------------------------------------------- | --------------------- | --------------------- | --------------- | ------------ | ----------- |
| Schizo                                                      | 1999                  | 18-09-1999            | 50              | 1            |             |
| Fast Forward                                                | 2001                  | 02-06-2001            | 21              | 2            |             |
| It's A Life (12,5 Years Live!)                              | 2002                  | 18-05-2002            | 14              | 5            | Livealbum   |
| SINema                                                      | 2004                  | 14-02-2004            | 13              | 11           |             |
| Chapter Eight: The Golden State                             | 2007                  | 24-03-2007            | 49              | 5            |             |
| 20 Years: Ode & Tribute                                     | 05-06-2009            | 13-06-2009            | 54              | 4            |             |
| Cease-Fire                                                  | 2011                  | 03-12-2011            | 78              | 1            |             |
| 30 Years...Live                                             | 2019                  |                       |                 |              | Livealbum   |
| Infocalyps                                                  | 2021                  | 09-10-2021            | 28              | 1*           | EP          |

### Singles
| Single met eventuele hitnotering(en) in de Nederlandse Top 40 | Datum van verschijnen | Datum van binnenkomst | Hoogste positie | Aantal weken | Opmerkingen                 |
| ------------------------------------------------------------- | --------------------- | --------------------- | --------------- | ------------ | --------------------------- |
| Goede tijden, slechte tijden                                  | 1995                  | -                     | -               | -            |                             |
| Klapvee                                                       | 1996                  | 15-06-1996            | tip 7           | -            | Nr. 39 in de Single Top 100 |
| Break the Public Peace                                        | 1996                  | -                     | -               | -            |                             |
| Paradisio                                                     | 1997                  | -                     | -               | -            |                             |
| Wurst & Käse                                                  | 1997                  | -                     | -               | -            | Nr. 74 in de Single Top 100 |
| Fistfuckparty at 701                                          | 1998                  | -                     | -               | -            |                             |
| Iedereen is gek (behalve jij)!                                | 1999                  | -                     | -               | -            |                             |
| Time is Ticking Away                                          | 1999                  | -                     | -               | -            |                             |
| Ik wil niks!                                                  | 2001                  | -                     | -               | -            |                             |
| Billy Broke a Bottle (Again)                                  | 2001                  | -                     | -               | -            |                             |
| Damclub hooligan                                              | 2003                  | -                     | -               | -            | Nr. 54 in de Single Top 100 |
| Scapegoat Revolution                                          | 2004                  | -                     | -               | -            |                             |
| Da's toch dope man (met Gerd Leers)                           | 2006                  | -                     | -               | -            |                             |
| United Tibet                                                  | 2006                  | -                     | -               | -            | Benefietsingle              |
| Lekker belangrijk                                             | 2007                  | -                     | -               | -            | Nr. 93 in de Single Top 100 |
| My Funeral                                                    | 2007                  | -                     | -               | -            |                             |
| 2020, de tering!                                              | 2020                  | -                     | -               | -            |                             |
| Tering tyfus takketrut (Remix)                                | 2022                  | -                     | -               | -            |                             |
| Blijven schreeuwen                                            | 2024                  | -                     | -               | -            |                             |
| Dirk neukt het systeem                                        | 2024                  | -                     | -               | -            |                             |

| Single met hitnotering(en) in de Vlaamse Ultratop 50 | Datum van verschijnen | Datum van binnenkomst | Hoogste positie | Aantal weken | Opmerkingen |
| ---------------------------------------------------- | --------------------- | --------------------- | --------------- | ------------ | ----------- |
| Damclub hooligan                                     | 2003                  | 27-12-2003            | tip 2           | -            |             |

Enkele nummers die niet als single zijn uitgebracht, maar wel bekend zijn, zijn 'Sjonnie & Anita', 'Ze smelten de paashaas',  en 'Liever dan lief' (een cover van Doe Maar). Dit nummer werd eerder ook gecoverd door Tim Immers; naar deze laatste wordt door Heideroosjes op het einde van het nummer verwezen.

### Video's
- 12,5 year Anniversary Concert (VHS)
- Bag Full of Stories (dvd, 2004)
- A Year in the Life of... (dvd, 2006)
- Manie! Manie! (dvd, 2011)
- 23 Years Of High Energized Rock & Roll  (dvd, 2012)

| Dvd's met hitnoteringen in de Nederlandse Music Top 30 | Datum van verschijnen | Datum van binnenkomst | Hoogste positie | Aantal weken | Opmerkingen |
| ------------------------------------------------------ | --------------------- | --------------------- | --------------- | ------------ | ----------- |
| A Year in the Life of... - Five Songs and the Movie!   | 2006                  | 25-03-2006            | 14              | 2            |             |
| Theatershow Manie! Manie!                              | 2011                  | 12-02-2011            | 29              | 1            |             |

### Nummers op compilatiealbums en extra's
- "Liever dan lief" (cover van Doe Maar)
- "Holland brandt" (cover van The Clash)
- "Welterusten, meneer de president" (cover van Boudewijn de Groot)
- "De Peel in brand" (cover van Rowwen Hèze)